# 常磐津文字翁
常磐津 文字翁（ときわづ もじおう、1888年（明治21年）12月15日 - 1960年（昭和35年）8月6日）は常磐津節の太夫。本名は鈴木広太郎。重要無形文化財各個認定保持者（人間国宝）。

## 経歴
- 東京・京橋の生まれ。父・二世常磐津文字兵衛（後の二世常磐津松寿斎）、初代常磐津林中に師事した。
- 1900年に3代目常磐津八百八を襲名した。
- 1916年に3代目常磐津文字兵衛を襲名した。
- 1951年、常磐津協会会長に就任した。
- 1960年に常磐津文字翁を名乗った。

## 主な作曲
「良寛と子守」「独楽」等。

## 受賞歴など
受賞・栄典
- 1953年 - 日本芸術院賞[1]。日本芸術院会員となる。
- 1958年 - NHK放送文化賞。

その他
- 1955年 - 重要無形文化財各個認定保持者（人間国宝）の認定を受ける。

## 家族
息子に4代目常磐津文字兵衛（常磐津英寿）、孫に5代目常磐津文字兵衛、七代目常磐津兼太夫、二代目常磐津兼豊がいる。